# Sablet
Sablet település Franciaországban, Vaucluse megyében. Lakosainak száma 1433 fő (2022. január 1.). Sablet Gigondas, Rasteau, Séguret, Violès és Vacqueyras községekkel határos.

## Népesség
A település népessége az elmúlt években az alábbi módon változott:
| Lakosok száma | 1232 | 1249 | 1294 | 1284 | 1316 | 1349 | 1381 | 1391 | 1433 |
|               | 2013 | 2015 | 2016 | 2017 | 2018 | 2019 | 2020 | 2021 | 2022 |